# Zrakoplovna nesreća Aerolinee Itavia 870
Itavia 870 ili Tragedija kod Ustike (talijanski: Strage di Ustica) je bio let talijanskog putničkog aviona Douglas DC-9 na liniji Bologna-Palermo koji završava eksplozijom u zraku 27. lipnja 1980. Ovo rušenje aviona u kojemu poginu svi članovi posade i putnici (sveukupno njih 81) dovodi do pokretanje najduže istrage u talijanskoj povijesti.

## Tijek događaja
- Let 870 je poletio iz Bologne za Palermo s 2 sata zakašnjenja u 20:08.
- Avion se u 20:58 posljednji put javlja kontroli u Rimu i javlja da let protječe normalno
- Na poziv tornja u Palermu u 21:04 da počinje sa slijetanjem avion se ne javlja.
- Na očekivano vrijeme slijetanjem leta 870 u Palermo, avion se ne pojavljuje (21:13)
- Talijanske avionske snage počinju pretraživati područje vjerojatnog pada aviona u 21:25
- U 21:55 je službeno proglašen pad aviona, a njegove ostatke bez preživjelih će naći 28.6.1980 ujutro

Kao službeno vrijeme pada leta 870 se uzima 18:59:45 kada prestaje raditi transponder (odgovarač sekundarnog radara) na avionu.

## Neobični ostaci
Tijekom istrage ostataka na dijelovima aviona otkrili su tragove eksploziva TNT i heksogena koji se zna upotrebljavati u bombama, ali i u raketama zrak-zrak zbog čega je on samo dokazao da sam tehnički kvar DC 9 nije mogao biti razlog eksplozije.
Drugi od neobičnih ostataka koji je naznačio mogućnost zračne borbe je bio libijski MiG 23 nađen 20 dana nakon rušenja leta 870. Libija je odmah priznala gubitak MiGa i zatražila zajedničku istragu. Službeni zaključak zajedničke vojne komisije je glasio da Mig 23 nije bio povezan s rušenjem DC 9 pošto je pao 18. srpnja 1980. zbog srčanog udara pilota. Taj zaključak su osporila oba patologa koji su pregledali tijelo libijskog pilota budući da je je po on po njihovom mišljenju umro oko vremena pada Douglas DC-9  Sljedećih 5 godina nakon zaključka vojne istrage vodit će se dodatne istrage po pitanju da li je Mig 23 imao dovoljno goriva da doleti do mjesta pada tako da do konačne odluke dolazi tek 1994. godine kada se zaključuje kako je putanja Miga 23 koju je predstavila libijsko-talijanska vojna komisija u svom zaključku o čudesnom letu od 18. srpnja 1980. teoretski i stvarno nemoguća
Do zadnjeg otkrića koje potvrđuje zračnu bitku se dolazi 1992. godine tijekom druge potrage za ostacima putničkog aviona kada su našli odbačeni dopunski spremnik goriva koji se može upotrebljavati na američkim ratnim lovcima F-4 Phantom, F-5, F-15 Eagle ili A-7. Nakon otkrića tog spremnika s potpuno sačuvanim serijskim brojevima Italija je poslala zahtjev SADu i Francuskoj za podatke o tom spremniku. SAD je odgovorio da zbog prolaska vremena više u arhivima nema podatke o tom spremniku, dok je Francuska izjavila da njeni lovci s nosača aviona nisu upotrebljavali taj rezervar i dala sve podatke o njima.

## Zaključak komisije
Parlamentarna komisija o terorizmu je 1989. godine službeno objavila zaključke svoje istrage o uništenju DC 9 aviona na letu Bologna - Palermo. Najvažniji dio zaključak koji je pročitao predsjednik komisije Giovanni Pellegrino glasi:
"DC 9 incident se dogodio tijekom vojne akcije presretanja. DC9 je srušen, a životi 81 nevinog stanovnika su uništeni akcijom koju se može opisati vojnom, stvarnog neproglašenog rata, tajne međunarodne policijske akcije protiv naše države" 

## Istrage i uništavanje dokaza

### Crna kutija
Ubrzo po otkrivanju avionskih ostataka i utvđivanja nepostojanja preživjelih prešlo se na traženje crnih kutija koje su i otkrivene. Razgovor u avionskoj kabini kao i ostali tehnički podaci govore o normalnom stanju aviona do praktički posljednjeg trenutka to jest do povika pilota:
"Gledaj što je ono tamo ?"
U tom trenutku crna kutija je po službenim podacima prestala raditi pretpostavlja se zbog nestanka električne energije u avionu. Na žalost na početku istrage sudski organi su dobili samo kopiju crne kutije bez podataka o visini leta aviona, njegovom nagibu i slično budući da su originalnu kutiju "izgubile" talijanske vojnoobavještajne organizacije

### Radari
Tijekom sudskih slučajeva vezanih s rušenjem aviona došlo se do otkrića da su nepoznate osobe izmijenile podake za dan 27. lipnja 1980. na radarima koji su pratili let aviona. Što se tiče  radara kod mjesta Marsala otkrili su kidanje stranice radarske knjige za taj dan i njenu zamjenu drugom stranicom. Krivotvorenje je bilo vrlo profesionalno učinjeno tako da je prošlo mnogo vremena do otkrića ali su se tužiteljstvo i obrana složili da je do njega došlo. U slučaju radara kod mjesta Licola u blizini Napulja nije došlo do krivotvorenja nego su podatke jednostavno uništili

### Sumnjive smrti
S iznimkom generala Saverio Rane koji je navodno obavijestio ministra transporta da je avion oboren raketom i potom umro od zloćudne bolesti veći broj svjedoka je umro u čudnim okolnostima.  Po mišljenju sudske istrage iz 1999. godine postoji 12 takvih sumnjivih smrtnih slučajeva od kojih su "najzanimljiviji" slučajevi vojnih osoba koje su navodno počinile samoubojstvo. Prvi od njih (Dettori) je trpio od "paranoje" i tvrdio da će svi otići u zatvor prije svog "samoubojstva" dok je dok je druga važna vojna osoba (Parisi) počinio samoubojstvo 1995. nekoliko dana prije dobivanja novog poziva na sud nakon što je otkriveno da je prva izjava bila lažna. U raznim "samoubojstvima" i "nesretnim slučajevima" svjedoka u oči sudske istrage također je upalo i nikad riješeno ubojstvo talijanskog generala Roberta Boemija.

## Polemike
Zadnju polemiku i najnoviju istragu o nikad rješenmg padu Douglas DC-9 pokrenuo je Francesco Cossiga tadašnji talijanski premijer i kasniji predsjednik koji 2007. izjavljuje da je francuski lovac koji je poletio s francuskog nosača aviona srušio avion.,a tu njegovu izjavu će 2010. godine potvrditi tadašnji predsjednik Italije tvrdeći da je francuski lovac ispalio raketu na libijski MiG 23 i greškom pogodio DC 9.
Nakon izjave Cossige Italija izjavljuje 22. lipnja 2008. da ponovno pokreće istragu o rušenju aviona.